# Rosa Balistreri
Rosa Balistreri (* 21. März 1927 in Licata; † 20. September 1990 in Palermo) war eine italienische Volkssängerin.

## Leben
Als Tochter eines fahrenden Händlers wuchs sie in sehr ärmlichen Verhältnissen auf und lernte schon in ihrer Kindheit ganz Sizilien kennen. Um sich und ihre Kinder durchzubringen, verdiente sie zum Teil ihr Geld mit Putz- und Hilfsarbeiten. Sie lebte vorübergehend in Florenz. 
Ihre musikalische Karriere begann 1964, als sie zum Festival della Canzone Popolare in Salerno eingeladen und dort mit einem Preis ausgezeichnet wurde. Ein weiterer Erfolg war 1966 die Teilnahme an Dario Fos Ci ragiono e canto. Über Nacht wurde Rosa Balistreri zu einer der bedeutendsten Persönlichkeiten der Volksmusik, die in jenen Jahren in Italien wiederentdeckt und geschätzt wurde. Trotz der Erfolge blieb sie ihren Wurzeln und den ärmeren Menschen verbunden. 1968 gab sie in Gibellina, das von einem Erdbeben völlig zerstört worden war, ein Konzert für Obdachlose.
Rosa Balistreri sang mit kräftiger, bisweilen rauer Stimme. Ihr Repertoire reichte von Wiegenliedern über Volkslieder der verschiedenen Regionen Siziliens bis hin zu Gedichten von Ignazio Buttitta. Sie interpretierte Texte über die Armut, die Gefangenschaft und die Mafia.
2018 wurde Cantante folk Rosa Balistreri auf Antrag ihrer Heimatgemeinde Licata in das Register des immateriellen Kulturerbes Siziliens eingetragen.

## Diskographie
- Un matrimonio infelice (1966, Tauro Record)
- La voce della Sicilia (1969, Tauro Record)
- La cantatrice del Sud (1973, RCA ried. de La voce della Sicilia)
- Amore tu lo sai la vita è amara (1971, Cetra Folk)
- Terra che non senti (1973, Cetra Folk)
- Noi siamo nell’inferno carcerati (1974, Cetra Folk)
- Amuri senza amuri (1974, Cetra Folk)
- Vinni a cantari all'ariu scuvertu (1978, Cetra Folk)
- Concerto di Natale (1985, PDR)
- Rosa Balistreri (1996, Teatro del Sole – ried. in CD de La voce della Sicilia)
- Un matrimonio infelice (1997, Teatro del Sole)
- Rari e Inediti (1997, Teatro del Sole)
- Amore tu lo sai la vita è amara (2000, Teatro del Sole)
- Terra che non senti (2000, Teatro del Sole)
- Noi siamo nell’inferno carcerati (2000, Teatro del Sole)
- Vinni a cantari all’ariu scuvertu (2000, Teatro del Sole)
- Collection .. la raggia, lu duluru, la passione (2004, Lucky Planets)
- Amuri senza amuri (2007, Lucky Planets, ried. in CD)
- Rosa canta e cunta (2007, Teatro del Sole, Erste Ausgabe)